# Gosse de riche (film, 1935)
Pour les articles homonymes, voir Gosse de riche.
Pour plus de détails, voir Fiche technique et Distribution.
Gosse de riche (She Couldn't Take It) est un film américain réalisé par Tay Garnett, sorti en 1935.

## Synopsis
L'histoire de la riche famille Van Dyke que composent le patriarche frustré Dan, sa femme égocentrique et leurs enfants gâtés Tony et Carol.  Chacun d'eux adoptent un comportement toujours plus scandaleux aux yeux de la bonne société.
Un jour, Dan est envoyé en prison pour fraude fiscale et son compagnon de cellule est un contrebandier ainsi qu'un expert en évasion fiscale. Les deux hommes deviennent amis et lorsque Van Dyke meurt de misère, il confie à Ricardi la charge de ses intérêts.

## Fiche technique
- Titre : Gosse de riche
- Titre original : She Couldn't Take It
- Réalisation : Tay Garnett
- Scénario : Oliver H.P. Garrett et Gene Towne d'après une histoire de C. Graham Baker
- Production : B. P. Schulberg
- Société de production et de distribution : Columbia Pictures
- Photographie : Leon Shamroy
- Direction artistique : Stephen Goosson
- Costumes : Robert Kalloch (non crédité)
- Musique : Howard Jackson et Louis Silvers (non crédités)
- Montage : Gene Havlick
- Pays de production : États-Unis
- Langue : anglais
- Format : Noir et blanc - 35 mm - 1,37:1 - Son : Mono
- Genre : Comédie
- Durée : 77 minutes
- Dates de sortie :
  - États-Unis : 8 octobre 1935
  - France : 25 mars 1936

## Distribution
- George Raft (VF : Jean Arbuleau) : Ricardi
- Joan Bennett (VF : Colette Broïdo) : Carol Van Dyke
- Walter Connolly (VF : Mendaist) : M. Van Dyke
- Billie Burke : Mme Van Dyke
- Lloyd Nolan (VF : Jean Gaudrey) : Tex
- Wallace Ford : Finger Boston
- James Blakeley : Tony Van Dyke
- Alan Mowbray : Alan Hamlin
- William Tannen : Cesar
- Donald Meek : Oncle Wyndersham

Acteurs non crédités
- Walter Brennan : Peddler
- Tom Kennedy : Slugs
- Emmett Vogan : Journaliste